# JR九州787系電聯車
787系電聯車是日本九州旅客鐵道株式會社（JR九州）於特急班次使用的交流電傳動列車。

## 概要
787系電力動車組，為JR九州所屬的特急型電車，外觀設計為名設計師水戶岡銳治所操刀。從1992年到2002年為止，由日立製作所及近畿車輛製造了140輛。1992年7月15日開始投入營運。787系承襲了日本鐵道史上著名的「燕」（つばめ）之名，除了「燕」之外，787系亦有使用於「有明」、「日輪」（にちりん）等列車上。

## 沿革
- 1992年7月15日：投入鹿兒島本線使用。
- 1993年3月18日：時刻表改正。
- 1993年5月：獲頒鐵道友之會的藍絲帶獎，為JR九州自1987年成立以來第一款得到此獎的鐵路車輛。[1]
- 1994年，獲頒第5回布魯內爾獎（Brunel Award）。
- 1994年3月1日：追加製造9輛編組兩列，編入南福岡電車區使用。
- 2004年3月13日：九州新幹線新八代車站啟用，新幹線「燕號（つばめ）」通行於鹿兒島中央站與新八代站間，而由「接力燕號（リレーつばめ）」列車擔任博多站 - 新八代站間的聯絡列車。
- 2011年3月12日：九州新幹線全線通車，「接力燕號」全面停駛。

## 現況

### 使用列車
- 「有明」（1992年7月 - 1994年7月、1995年3月 - 2021年3月）：1・4・5號
- 「閃耀（きらめき）」（2000年3月 - ）：1 - 4・6 - 28・34・103號
- 「鷗」（1994年3月 - 1996年3月、2001年3月 - 10月、2011年3月 - ）：1・5・10・11・14・15・18・19・28・29・32・33・36・37・40・41・44・48・101・106號
- 「綠」（2011年3月 - ）：4・6・29・31號
- 「日輪（にちりん）」（2011年3月 - ）：1 - 3・5・6・8・10・11・13 - 16・18・19・21・23・26・101・102號、日輪喜凱亞24號
  - 「日輪喜凱亞（にちりんシーガイア）」從1993年3月 - 2000年3月以前使用運轉。
- 「日向（ひゅうが）」（2011年3月 - ）：2・3・5 - 7・10號
- 「霧島（きりしま）」（2011年3月 - ）：2 - 7・9 - 12・14 - 17・19・20・81・82・101・102号
- 「魁皇（かいおう）」（2001年10月 - ）：2・3號
- 「川內特快（川内エクスプレス）」（2011年3月 - 2016年3月26日）：全列車
- 「36+3（36ぷらす3）」（2020年10月 - ）